# 錫安卡恩
錫安卡恩（英語：Sian Ka'an）是墨西哥的一處生物圈保護區，位於金塔納羅奧州的圖盧姆市。該保護區成立於1986年，1987年成為了聯合國教科文組織認定的世界遺產。
錫安卡恩位於科蘇梅爾島前、伊施卡瑞特和孔托伊島的北方，佔地780000英畝。這些地區位於加勒比海沿海城市的部分地區。有一部分含有珊瑚礁的地區位在加勒比海；該保護區有5280公里。
此外，錫安卡恩還包括約23處已知的瑪雅文明，如穆伊爾。
錫安卡恩已獲得該地政府的保護，生物多樣性和瀕危的重要物種都是保護的首要項目，並透過環境教育、書籍、期刊和小冊子等向外界宣導其當地的特色和文化。
2003年11月27日，錫安卡恩獲得簽署拉姆薩公約的資格。

## 生物物種
錫安卡恩內含著豐富的生物物種，其中包括懶吼猴、黃眼先亞馬遜鸚鵡、大藍鷺、黑掌蜘蛛猴、美洲鱷、危地馬拉鱷、黑刺尾鬣蜥、駝鼠、中美毛臀刺鼠、狐鼬、麗色軍艦鳥、裸頸鸛、虎貓、長尾虎貓、眼斑吐綬雞、林鹳、白鼻浣熊、美洲豹、褐鵜鶘、斑翅鸬鹚、美洲紅鸛、蜜熊、美洲狮、細腰貓、彩虹巨嘴鳥、王鷲、小食蟻獸、中美貘、白唇西猯等。

## 外部連結
- 錫安卡恩的保育組織 （页面存档备份，存于）